# Caterina Carone
Caterina Carone (Ascoli Piceno, 20 giugno 1982) è una regista, sceneggiatrice e pittrice italiana.
Cresciuta in Abruzzo, oggi vive a Bologna. Ha iniziato la sua carriera come documentarista, ottenendo importanti riconoscimenti, il premio Solinas, il premio per il Miglior Documentario Italiano al Torino Film Festival, e una nomination ai David di Donatello. Ha poi scritto e diretto la commedia surreale Fräulein - Una fiaba d'inverno, in cui Christian De Sica interpreta un ruolo inedito affiancato da Lucia Mascino, e la voce narrante di Giorgio Lopez. Il film esce nelle sale italiane nel 2016 e partecipa in concorso al Busan International Film Festival 2017 in Corea del Sud. Nel 2019 La Lettura del Corriere della Sera pubblica una sua graphic novel dal titolo Le Ali. Alcuni suoi racconti sono stati pubblicati sulla rivista Nuovi Argomenti. Nel 2020 scrive con Alessio Galbiati e dirige il cortometraggio Il sole e le altre stelle, con la fotografia di Daniele Ciprì. Il suo secondo lungometraggio di finzione, I limoni d'inverno, con Teresa Saponangelo e Christian De Sica in un ruolo drammatico, la fotografia di Daniele Ciprì e le musiche Nicola Piovani, è stato presentato alla Festa del Cinema di Roma 2023 nella sezione Grand Public ed è uscito in sala a novembre dello stesso anno.   

## Riconoscimenti
- Premio Solinas Documentario per il Cinema nel 2008 per il progetto
- Premio Miglior Documentario Italiano Torino Film Festival 2009[1]
- Premio Miglior Documentario Euganea Film Festival 2010
- Candidatura Miglior documentario di lungometraggio, David di Donatello 2010[2]

## Filmografia

### Documentari
- Numero 5 (2004)
- Polvere (2006)
- Le chiavi per il Paradiso (2007)[3]
- Valentina Postika in attesa di partire (2009)

### Lungometraggi
- Fräulein - Una fiaba d'inverno (2016)
- I limoni d'inverno (2023)